# 安田国継
安田 国継（やすだ くにつぐ）は、戦国時代から安土桃山時代にかけての武将。通称は作兵衛。講談では安田作兵衛の名で知られ、明智三羽烏の一人とされている。

## 生涯
弘治2年（1556年）、美濃国安田村にて誕生。
『美濃国諸家系譜』によれば、天文13年（1544年）生。幼名は岩福（乙千代）で、父は山岸勘ヶ由左衛門貞秀。末の子だったためか、永禄元年（1558年）頃に安田利国に聟養子として入り、安田家を相続した。母親は寺沢越中守広正の妹だったという。
永禄11年（1568年）8月始め明智光秀に仕へ、追々立身して四天王と称せられ、近江国高島郡田中に於いて1万石を領す。大力量無双。身の長6尺2寸（約188cm）。早業（はやわざ）飛行の達人也。
天正10年（1582年）に光秀が主君・織田信長に対して起こした本能寺の変では、その先鋒となり出陣。光秀は沓掛宿で小休憩しているとき、国継を呼び出して「味方勢から本能寺に注進に走る者があるかもしれない。そのような卑しき者を見つけたら打ち捨てにせよ」と先遣を命じた。国継は急ぎ先駆けした洛中への入り口である丹波口（七条口）に差し掛かった頃、東寺のあたりで瓜作りをしていた農民がすでに畑にでていた。農民たちは殺気だった完全武装の騎馬武者を見つけて驚き、方々へ逃げ散った。これをみた国継はもしやと思い、彼らを追い回して、20～30人を切り捨てたという。
『太平記英勇伝』によると明智光秀は「毛利攻めをしている羽柴秀吉の援軍として、中国地方に向かう」と嘘の号令をかけて本国・丹波国の亀山城から出陣し、京の桂川の川辺で休憩している時に、安田作兵衛国継に「吾が敵は本能寺にあり」と言って回らせた。この時、兵士は、初めて明智光秀の逆心を知った。
『翁草』によると「本能寺にて、信長公ご生害の時、堀重門より御座の間の大庭へ乱入候は明智が家士箕浦大蔵丞、古川九兵衛、安田作兵衛なり、信長公は白き単衣を召し、初めは弓にて防ぎ玉ひしが、弦切れたる故、槍を召さるに、地紅の帷子着たる年二十七、八計りの女中、十文字の槍の鞘をはづし持ち来る、夫（これ）をお取り有りて広庭へ飛び降り給ひ、三人の者と槍にて暫く追い合ひ、そこを引き取り、座敷へ入らせ給ふに、未だ座敷に燭台消え残り、その燈の光に信長公の影、障子に移り（映り）けるを、安田作兵衛穂長の槍にて、障子越しに突く、その槍信長公の右の脇腹を刺して深疵なれば、叶はせられず、寝殿に入りて自害し玉ふ」とある。
『美濃国諸家系譜』では「天正10年壬午6月2日、京都本能寺に於いて、信長を突き止め、森蘭丸を討つ」とある。
信長を槍で攻撃し、行く手を阻んだ森成利（蘭丸）に十文字槍で下腹部を突かれるも、これを討ち取る功を挙げたという武勇伝がある。
明智氏が山崎の戦いにて敗走すると、出奔して天野源右衛門と改名して浪人した。羽柴秀勝、羽柴秀長、蒲生氏郷と仕えたがいずれも長続きしなかった。
立花宗茂に仕え、豊臣氏による九州平定にて功があったという。
天正15年（1587年）の肥後国人一揆で活躍。このときともに戦った水野勝成は後年「天野源右衛門（安田国継）は上方に在り（死んでしまったが）、今も友人である」と語っている。
文禄・慶長の役では朝鮮へ出陣。講談では『天野源右衛門覚書』（『 立花朝鮮記』または『朝鮮軍記』）を執筆したことになっているが、これは幕末に別人 が書いた偽書（赤本）で、フィクションである。
文禄2年(1593年)、碧蹄館の戦いにて、安田作兵衛が一番首を刺さんとしたところを十時伝右衛門連久（十時連貞の従兄弟）に奪われる。十時伝右衛門連久は、同合戦で毒矢を受けて死去。
最後は寺沢広高に仕え、8,000石を有した。なお『翁草』によれば、若き日の国継と寺沢広高が、どちらかが立身出世したら、もう片方を十分の一の俸禄で召抱える約束をしたといわれる。
安田国継の母親が寺沢越中守広正の妹。寺沢広高は、寺沢広政（別名・広正）の息子。つまり、安田国継と寺沢広高は、従兄弟。
明智秀満の子供三宅重利を呼んで後見となり、寺沢家に仕官させている。
晩年は姓を平野に改名した。平野源左衛門と名乗る。
『翁草』に曰く慶長2年（1597年）に死去。享年42。死因は頬の出来物の悪化を苦にしての自害という。なお、死んだ日は織田信長の命日と同日であり、信長を刺した祟りと噂された。
『美濃国諸家系譜』に曰く慶長3年（1598年）6月14日、故主・日向守の17回忌に当たり、旧恩の為に追腹す。年55歳。
光慶という男子。安田検校と称した子どもや、天野作兵衛貞能という孫も存在した。
墓所は佐賀県唐津市浄泰寺。法名、善要智仙人禅定門。

## その他
- 「庄内陣記」によると、庄内の乱に徳川家康の命で島津氏に加勢に行った寺沢広高の下に安田作兵衛もいたことになっている。
- 現在、東京都の銀座の路地裏に鎮座する豊岩稲荷神社は、安田国継が同地に祀ったものだと伝えられている。
- 信長に一番槍を付けたという安田作兵衛国継の槍は、「作兵衛の管槍」として唐津城の郷土博物館に展示されている。
- 江戸時代に、本能寺の変は、歌舞伎や浄瑠璃の演目として「忠臣蔵」と並んで人気が高かった。このことからもわかるように、戦のない安定した社会が続いた江戸時代には、庶民の間に戦国時代や武将への憧れが生まれていた。そうした中で、猛将としての作兵衛のイメージが一人歩きしていったという[9]。
- あわら市無形民俗文化財の金津祭、下八日区の山車は「安田作兵衛国継」[10]。